# Schiften
Schiften is een proces waarbij een emulsie van een vet en een andere stof, vaak door temperatuuromstandigheden, weer uiteenvalt in de afzonderlijke componenten. Dit kan bijvoorbeeld gebeuren met boter of mayonaise.
Om schiften van voedingsmiddelen tegen te gaan worden aan deze emulsies vaak stabilisatoren toegevoegd. Zo bevat chocolademelk uit de supermarkt vaak carrageen als stabilisator. Deze stoffen zijn (als ze door de Europese Unie zijn goedgekeurd voor gebruik als additief) herkenbaar aan een E-nummer tussen 400 en 495. Deze stabilisatoren werken vaak op basis van het verdikken van de emulsie.
Een emulsie kan olie-in-water en water-in-olie zijn. In het eerste geval zijn zeer kleine druppels olie verdeeld in het water, dat de druppels als een net omsluit, de andere is precies andersom. Beide emulsies kunnen schiften doordat de druppels samenklonteren (of samenvloeien) tot grotere olie- of waterdruppels. Uiteindelijk kunnen beide fasen volledig gescheiden zijn.
Ook dermatica (crèmes, lotions) kunnen schiften. Dit kan enerzijds gebeuren door te warm bewaren, maar soms is aan een crème een stof toegevoegd die de emulgator negatief beïnvloedt. Het is bij apotheekbereidingen daarom de kunst de juiste crème te kiezen bij de geneeskrachtige stof die de arts heeft voorgeschreven.